# Lista de episódios de Doug
Abaixo está uma lista de episódios da série de televisão animada Doug do canal Nickelodeon. A série estreou na Nickelodeon em 1991, produziu episódios até 1994 e funcionou até 1996, em seguida, a série foi produzida e exibida pela rede Disney's ABC até 1999.
A fase Nickelodeon (52 episódios, 4 temporadas) teve duas histórias de quinze minutos com um intervalo comercial entre os dois. A fase Disney (64 episódios; 3 temporadas) teve um único tema o episódio inteiro. Um total de 116 episódios foram produzidos somando as duas fases.

## Doug (Nickelodeon 1991 - 1994)
| Temporada | Temporada | Episódios | Exibição original    | Exibição original     |
| Temporada | Temporada | Episódios | Início da temporada  | Fim da temporada      |
| --------- | --------- | --------- | -------------------- | --------------------- |
|           | 1         | 13        | 11 de agosto de 1991 | 3 de novembro de 1991 |
|           | 2         | 13        | 12 de abril de 1992  | 5 de julho de 1992    |
|           | 3         | 13        | 11 de abril de 1993  | 4 de julho de 1993    |
|           | 4         | 13        | 10 de abril de 1994  | 19 de junho de 1994   |

#### Episódio piloto
| №                                                                                    | Episódio                                         | Exibição original | Código |
| ------------------------------------------------------------------------------------ | ------------------------------------------------ | ----------------- | ------ |
| 0                                                                                    | "Doug perdeu sua força (Doug Lost His Strength)" | Nunca exibido     | 100    |
| Doug e seus amigos leem sua própria história de Sansão, quando ele perdeu sua força. |                                                  |                   |        |

#### Primeira Temporada: 1991-1992
| № | Episódio                                                                                              | Exibição original      | Código |
| --- | --- | ---------------------- | ------ |
| 1 | "Doug pega um Sapossauro! (Doug Bags a Neematoad)"                                                    | 11 de agosto de 1991   | 101    |
| Na estréia da série da Nickelodeon, encontramos a família Funnie deixando Bloatsburg e estão apenas chegando em sua nova casa na cidade de Bluffington. Com 11 anos de idade, Doug Funnie escreve seus pensamentos em seu diário e preocupações que ele não vai poder fazer nenhum amigo. Em uma busca para encontrar comida para a sua família, Doug encontra seu vizinho Sr. Dink. Ele mostra um vídeo sobre Bluffington para Doug e introduz-lhe ao popular restaurante fast-food "Honker Burger". Quando Doug chega lá, ele encontra Skeeter Valentine, que fica amigo dele imediatamente. Doug também encontra Patti Maionese e logo, tem uma paixão secreta por ela. No entanto, nem tudo está bem quando ele também atende ao valentão Roger Klotz, que arma pra Doug em acreditar que ele tem que pegar um monstro chamado Sapossauro na Lagoa Stinsen para ser um herói da cidade. | |                        |        |
| 2 | "Doug não Sabe Dançar / Culpado ou Inocente (Doug Can't Dance / Doug Gets Busted)"                    | 18 de agosto de 1991   | 102    |
| Doug está animado para ir à sua primeira festa a fantasia de dança na escola, e ter a oportunidade de dançar com a garota de seus sonhos, Patti. Mas a animação de Doug logo se desvanece quando Roger lembra que ele não tem talento de dança, assim Doug recebe dicas de Skeeter de como dançar. / Doug faz um modelo de vulcão para um projeto de ciência. Mas quando havia rumores de que o vulcão entrou em erupção e cobriu toda a feira de ciências a ponto de explodir, Doug decide se disfarçar como Jack, o Bandido e fugir para evitar a polícia e ficar em apuros. | |                        |        |
| 3 | "A Namorada do Costelinha / O Narigão de Doug (Doug's Dog's Date / Doug's Big Nose)"                  | 25 de agosto de 1991   | 103    |
| Quando Costelinha começa a agir muito estranhamente, Doug tenta descobrir o que está causando o comportamento estranho de seu amigo. Acontece que Costelinha tinha um caso de amor com uma "cadela" vivente na cidade. / Doug se recusa a tirar sua foto para o dia da foto na escola, mas fica envergonhado de seu nariz após o irmão de Skeeter, Dale, tê-lo chamado de "narigão". | |                        |        |
| 4 | "Sempre Alerta / Doug Cai no Rock (Doug Takes a Hike / Doug Rocks)"                                   | 1 de setembro de 1991  | 104    |
| Doug se une aos escoteiros Bluff e em sua primeira viagem de acampamento com os escoteiros e ele realmente quer obter o seu crachá em primeiro lugar. Mas quando Roger se oferece para ser o parceiro de Doug, ele começa a desanimar com o acampamento que vai acontecer. / Doug e Skeeter ganhar bilhetes para ir ver o show dos Beets ao vivo em um concerto de Bluffington. Infelizmente, tudo acaba piorando quando Skeeter fica de castigo e não pode ir com Doug ao show. Doug desiste de ir ao show e fica com seu melhor amigo. Na noite do concerto, os dois estão no "Honker Burger", quando se encontram com seus ídolos pessoalmente. | |                        |        |
| 5 | "A Desgraça de Doug / A Culpa não foi de Doug (Doug Can't Dig It / Doug Didn't Do It)"                | 8 de setembro de 1991  | 105    |
| Judy vai apresentar uma peça no colégio de Bluffington e Doug pensa que vai ser horrível, mas acontece o contrário. / O troféu de canto do Sr. Bone desaparece e aparece no armário de Doug, mas foi Roger quem o pegou, e rapidamente, o vice-diretor descobre a verdade. | |                        |        |
| 6 | "Prefeito por um Dia / Doug, o Talentoso (Doug, Mayor for a Day / Doug's No Dummy)"                   | 15 de setembro de 1991 | 106    |
| É dia do Governo Estudantil de Bluffington e todos da escola tem que ir na sede da prefeitura para "simular" uma função. Doug é o prefeito e muitas surpresas na prefeitura fazem com que ele tome a decisão de ajudar o Sr. Swirly em uma orientação e salva o dia. / O Show de Talentos se aproxima e Roger, Skeeter, Patti e Chalky se inscrevem. Depois de saber que Doug não tem talento, Roger o inscreve para o concurso e, com a ajuda de Skeeter e Patti, o garoto faz sucesso em um show de ventriloquismo. | |                        |        |
| 7 | "O Tênis de Doug / Super Doug (Doug's Cool Shoes / Doug to the Rescue)"                               | 22 de setembro de 1991 | 107    |
| Roger caçoa do tênis de Doug, que decide comprar um novo tênis, chamado "Air Jax". Só que além do tênis ficar largo, Doug não tem todo o dinheiro e Roger acaba comprando, porém, no final, os dois resolvem jogar basquete, Roger se atrapalha com seu tênis novo e cai. Doug faz a cesta e ganha. / Roger está importunando Patty na sala de aula e a Sra. Wingo se irrita, mandando-os para a detenção. Doug comenta com Skeeter e os dois também são mandados para lá. Na detenção, Roger continua importunando Patty e Doug, vestido de Homem-Codorna, a salva. | |                        |        |
| 8 | "Doug muda o Visual / Doug e sua Vó muito Louca (Doug Gets His Ears Lowered / Doug On The Wild Side)" | 29 de setembro de 1991 | 108    |
| Doug precisa cortar o cabelo e todo mundo fica indicando algum lugar, um pior do que outro, para ele ir. Finalmente ele encontra um barbeiro, que é primo do barbeiro que cortava o cabelo de Doug em Bloatsburg, então o garoto consegue cortar do jeito que queria. / A avó aventureira de Doug vem visitá-los trazendo presentes estranhos para todos. Ela resolve dar uma volta de moto com Doug, tudo está bem até sua avó pedir que Doug elogie Patty, que encontraram no caminho. Doug fica com vergonha, mas diz que ela está bonita. Patty agradece e Doug, juntamente com a avó, volta para casa. | |                        |        |
| 9 | "O Pescador / Doug tá Duro (Doug's Big Catch / Doug Needs Money)"                                     | 6 de outubro de 1991   | 109    |
| Doug acompanha o Sr. Dink para uma pescaria, com o intuito de encontrar um peixe chamado Chester, que roubou a carteira do vizinho do garoto, perdida a trinta anos. / Doug e Skeeter tentam juntar dinheiro para comprar uma nova churrasqueira para o Sr. Dink, uma vez que Doug tinha quebrado a outra quando jogava beisebol. | |                        |        |
| 10 | "Doug Perde o Diário / A Caricatura de Doug (Doug's Runaway Journal / Doug's Doodle)"                 | 13 de outubro de 1991  | 110    |
| Doug perde o diário e fica preocupado se alguém achasse e descobrisse seus segredos, principalmente o que ele sente sobre Patty. Roger acha, mas não consegue ler os garranchos de Doug e o devolve. / Doug desenha uma caricatura da Sra. Wingo e fica depois da aula de castigo por isso (a professora pediu que o garoto limpasse as carteiras). Durante o episódio, Doug aparece vestido como o agente secreto Smash Adams. | |                        |        |
| 11 | "O Cozinheiro / Doug banca a Babá (Doug's Cookin' / Doug Loses Dale)"                                 | 20 de outubro de 1991  | 111    |
| Doug e Patty são convocados para uma disputa culinária na classe. Quando ela diz que não sabe cozinhar, o garoto a convida para ir à casa dele para aprender receitas fáceis e decidir qual será o prato que eles irão fazer. / Doug está nervoso ao saber que trabalhará como "babá" de Dale, irmão mais novo de Skeeter, enquanto os pais de ambos viajam. Ele pede ajuda a seus amigos sobre cuidados com bebês, porém descobre que nem sempre pode confiar em conselhos de outras pessoas. Enquanto Doug limpa Dale, o irmão de Skeeter foge e o garoto luta para procurá-lo. | |                        |        |
| 12 | "Doug é o Homem Codorna / Doug entra em Campo (Doug is Quailman / Doug Out in Left Field)"            | 27 de outubro de 1991  | 112    |
| Na sala de aula, Doug desenha o Homem-Codorna e imagina que seu herói favorito tenta salvar os alunos do temível Dr. Klotzenstein, que "suga" a inteligência deles durante a aula de ciências do Sr. Oggie. Mas o Homem-Codorna frustra os planos do cientista malvado, usando uma rã para deter o seu plano. / Patti é rejeitada por Spitz, o treinador do time de beisebol, apenas por ser uma menina. Ela, juntamente com outras crianças rejeitadas no time, forma seu time e desafia Spitz para um jogo. | |                        |        |
| 13 | "O Primeiro Programa de Doug / Amigos Inseparáveis (Doug's Fair Lady / Doug Says Goodbye)"            | 3 de novembro de 1991  | 113    |
| Doug está relutante que Patti vá ao parque de diversões com ele, mas Skeeter convida ambos para ir, juntamente com Beebe. Na feira, Doug tem a chance de ir à roda-gigante chamada "Tornado" ao lado de Patti. / Antes que Beebe convidasse Doug para sua festa à fantasia, este chama Skeeter para ir junto, mas ele não quer ir, pois estaria se mudando. Doug pede para Skeeter se esconder no armário, mas os pais de Skeeter decidem procurá-lo. Na rua, Doug e Skeeter se "despedem" e na manhã seguinte, Doug vê o carro da família Valentine sair e corre atrás de seu amigo. Chateado, ele não percebe que Skeeter havia ficado, uma vez que a tal "mudança" era de quarto - Skeeter havia mudado seu quarto para o porão. | |                        |        |

#### Segunda Temporada: 1992-1993
| № | Episódio | Exibição original   | Código |
| --- | --- | ------------------- | ------ |
| 14 | "Doug Aceita a Causa / A Canção Secreta de Doug (Doug Takes the Case / Doug's Secret Song)"                  | 12 de abril de 1992 | 201    |
| Na escola, o rádio novo de Beebe some e Doug investiga o sumiço, para que todos não tenham que ficar depois da aula e Patty não tenha que perder o treino. / Doug compôe uma música para Patty e Skeeter o escuta cantando. Ele grava a música numa loja e a atendente troca por outra. Doug então acha que sua fita está com Patty, que também estava na loja, e junto com Skeeter e Costelinha, tem que recuperar a fita antes que Patty veja e descubra o segredo de Doug. | |                     |        |
| 15 | "Será que eu Acertei? / Homem-Codorna contra os Zumbis (Doug's Got No Gift / Doug Vs. The Klotzoid Zombies)" | 19 de abril de 1992 | 202    |
| Doug quer comprar um presente de aniversário para Patty, mas encontra Skeeter jogando um videogame chamado "Bag the Neematoad" e gasta todo o dinheiro. O garoto pede ajuda ao Sr. Dink para fazer um presente, e este aceita o pedido. Doug constroi o presente e o leva para Patty. Todos, principalmente Roger, acham que ela não aprove o presente, mas depois que ganhou alguns tacos de beetball, Patty coloca os tacos no presente feito por Doug, e o aprova, já que aquilo servia como um "porta-tacos". / Roger convida todos para ir à sua casa, menos Doug. Na imaginação do garoto, o Homem-Codorna luta contra o Dr. Klotzenstein, um cientista maluco que transforma os habitantes de Bluffington em zumbis, inclusive apresentando um programa chamado "A roda dos salgadinhos". O Homem-Codorna estraga os planos de Klotzenstein e tira o efeito de zumbi dos moradores da cidade. No final do episódio, Doug descobre que Roger fez uma festa para comemorar sua chegada a Bluffington. | |                     |        |
| 16 | "A Admiradora Secreta / Doug Vira Notícia (Doug's Secret Admirer / Doug's On TV)"                            | 26 de abril de 1992 | 203    |
| Doug encontra um bilhete de amor em seu armário e fica imaginando quem seja, descobre que é Beebe, quando a vê colocando outro bilhete. Ele tenta evitá-la, porém ao conversar com ela, descobre que a garota havia errado de armário - na verdade, os bilhetes eram para Skeeter. / Doug fica empolgado após sua tia Betty-Ann convidá-lo, juntamente com Skeeter, para um programa de televisão. O problema é que o Kiddie Koral era um programa infantil. Doug vai à atração, mas quando vê Roger, desiste de continuar. | |                     |        |
| 17 | "O Prato Predileto de Doug / Doug encontra Fentruck (Doug's Dinner Date / Doug Meets Fentruck)"              | 3 de maio de 1992   | 204    |
| Patty convida Doug e a turma pra jantar em sua casa e diz a Doug que o prato será fígado acebolado, que ele detesta. Então. Doug tenta comer, para não passar vergonha na casa de Patty. No final descobre que Patty estava brincando com ele. / Chega um novo aluno na escola de Doug, Fentruck. O garoto tenta ser gentil com ele, mas desconfia que Fentruck está de olho em Patty, porém era apenas um mal entendido e tudo acaba bem. | |                     |        |
| 18 | "Doug no Palco / Roger, meu Cunhado? (Doug's On Stage / Doug's Worst Nightmare)"                             | 10 de maio de 1992  | 205    |
| Os alunos da escola de Bluffington participam de uma peça de teatro que cita a fundação da cidade. Judy, irmã de Doug, é escolhida para ser a diretora, e decide usar uma abordagem "moderna" para a peça. / O comportamento de Roger muda estranhamente, e Doug fica espantado ao descobrir que seu grande rival tem uma "queda" por Judy. | |                     |        |
| 19 | "O Grande Prêmio / Sozinho em Casa (Doug's Derby Dilemma / Doug On His Own)"                                 | 17 de maio de 1992  | 206    |
| Doug e os amigos participam de uma corrida no Monte St. Buster, e durante a prova um acidente com Chalky e Beebe faz com que Skeeter e o próprio Doug abrissem mão da vitória para ajudá-los. Roger e Fedido, seu gato de estimação, ganham a corrida e conquistam o prêmio secreto. / Os pais de Doug vão à escola de dança de Judy, deixando-o sozinho em casa. Um temporal atinge o sistema de eletricidade, deixando a cidade às escuras, arruinando os planos de Doug. | |                     |        |
| 20 | "Doug encontra o Mestre das Regras / Doug é um Gênio (Doug Battles The Rulemeister / Doug's a Genius)"       | 24 de maio de 1992  | 207    |
| O Sr. Bone flagra os alunos tirando sarro da estátua do fundador de Bluffington, que estava com uma cueca na cabeça, e responsabiliza Doug. Na detenção, o vice-diretor impõe regras aos alunos, e Doug, novamente travestido de Homem-Codorna, encara o "Mestre das Regras", que impõe normas para os habitantes de Bluffington, altera a rotação da Terra e elimina os fins-de-semana, deixando-a com cinco dias. Todos protestam, mas o Mestre recusa-se a ceder aos pedidos. O Homem-Codorna e seu escudeiro, Cão-Dorna, derrotam o vilão após este perceber que desobedecia uma de suas regras (havia posto meias diferentes em seus pés). Após derrotar o Mestre das Regras, o Homem-Codorna restabelece a rotação, devolve os fins-de-semana e cria até um novo dia, que ele batizou de "Bom Dia". / Doug se revolta após Costelinha sujar uma pintura feita pelo garoto enquanto perseguia um guaxinim. Na exposição, todos aprovam o trabalho de Doug, incluindo a Sra. Perigrew (professora de artes), que chamou de "ibra de arte". Em sua imaginação, Doug (vestido como Smash Adams) pensa como diria sobre a pintura, mas terá que contar a verdade sobre a "obra-prima". | |                     |        |
| 21 | "Doug Salva Roger / Grandes notícias para Doug (Doug Saves Roger / Doug's Big News)"                         | 31 de maio de 1992  | 208    |
| Percy, sobrinho do Sr. Bone, passa um dia na escola de Bluffington, e Roger tenta encará-lo, mas não percebe que Percy é mais alto e mais forte que ele. Preocupado, Roger pede para Doug defendê-lo. Percy tenta atacar Doug, mas seu tio impede e manda-o de volta. / Quando o Sr. Bone é criticado por conta de seu telejornal, ele pede para os alunos tentarem fazer um noticiário melhor que o seu. Então, a classe faz um telejornal com notícias feitas pelos próprios alunos (Doug e Patti apresentando, Skeeter dando a previsão do tempo, Chalky fazendo reportagem de esportes, e Beebe e Roger em outras partes do noticiário). | |                     |        |
| 22 | "Doug, o Grande Mentiroso / Doug, o Bailarino (Doug's a Big Fat Liar / Doug Wears Tights)"                   | 7 de junho de 1992  | 209    |
| Doug quer sair para dançar com Patti, mas, ao ouvir de Connie onde ele iria, o garoto mente, dizendo que iria cuidar de um suposto primo chamado Melvin, que estaria doente. A mentira causou consequências a Doug, principalmente com Patti e Connie, que ao visitar o tal Melvin, não sabiam que ele, na verdade, era Judy disfarçada. / Doug decide se inscrever para uma aula de dança, com o objetivo de ser o parceiro de Patti no balé da escola de Bluffington. Bette, a mãe de Beebe, decide intervir para tentar promover sua filha como bailarina principal. | |                     |        |
| 23 | "Doug no Acampamento / Doug encontra Robô Bone (Doug On The Trail / Doug Meets RoboBone)"                    | 14 de junho de 1992 | 210    |
| Os escoteiros de Bluffington preparam-se para um passeio de canoa, mas um problema acontece quando o computador cai das mãos de Doug. O escoteiro-mestre Dink vai buscar um novo computador e deixa Roger no comando, mas some no caminho. Doug e Skeeter pensam que ele fora engolido por um urso e choram em cima de uma árvore. Dink também aparece na árvore, completamente sem roupas, já que ele havia se molhado. / Quando Doug prepara-se para receber os Beets para fazer um concerto na escola, o Sr. Bone impede o show. Chateado, Skeeter diz que o vice-diretor parecia programado para dizer "não" para tudo, enquanto Chalky o compara a um robô. O Homem-Codorna, o super-herói preferido de Doug, encara Robô Bone e seus capangas, que prendem os alunos. Não suportando o coro fora de ritmo do Exército Robótico, o Homem-Codorna pede para que Robô Bone cante no mesmo tom, juntamente com os demais robôs. No final, o Sr. Bone libera a presença dos Beets na escola, desde que o Coral de Bluffington abra o show. Doug aceita o pedido e o show é realizado sem problemas.                                                                                    | |                     |        |
| 24 | "Doug na Malhação / Doug vai a Hollywood (Doug Pumps Up / Doug Goes Hollywood)"                              | 21 de junho de 1992 | 211    |
| Após não conseguir carregar as compras de Patti, Beebe e Connie, Doug decide malhar e se inscreve no teste físico de Bluffington, com a presença do astro Ronald Weisenheimer (numa referência a Arnold Schwarzenegger). Mas Doug acaba se machucando com os exercícios. / Quando o famoso diretor de filmes, J.B. Spiggot, procura por alguém em Bluffington para estrelar seu projeto, todos tentam ser escolhidos. | |                     |        |
| 25 | "O Melhor Ingresso de Doug / O Desastre Dental (Doug's Hot Ticket / Doug's Dental Disaster)"                 | 28 de junho de 1992 | 212    |
| Os Beets fazem um show em Bloatsburg, a cidade-natal de Doug, que não tem como ir. Judy tem 2 ingressos e os entrega ao garoto, que vai juntamente com Skeeter e outros fãs da banda. / O dente de Doug começa a doer após o garoto morder uma barra de chocolate no cinema. Relutante em ir ao dentista, ele sonhava como o agente Smash Adams lidaria com tal situação, mas fica surpreso ao conhecer sua nova dentista, a Dra. Kay. | |                     |        |
| 26 | "Um Fim de Semana Perdido / O Chapéu da Sorte de Doug (Doug's Lost Weekend / Doug's Lucky Hat)"              | 5 de julho de 1992  | 213    |
| Doug ganha um video-game "Super-Pretendo" (uma referência à Super Nintendo) com o jogo "Space Munks", mas não consegue zerá-lo apesar de seus esforços. / Um chapéu vai parar misteriosamente na cabeça de Doug. Coisas estranhas passam a ocorrer enquanto ele usa o adorno, e Doug afirma que aquele era um chapéu da sorte, fazendo com que Roger possa roubá-lo. | |                     |        |

#### Terceira Temporada: 1993
| № | Episódio | Exibição original   | Código |
| --- | --- | ------------------- | ------ |
| 27 | "O Gato Gordo de Doug / Doug e Patti Detetives (Doug's Fat Cat / Doug and Patti P.I.)"                                 | 11 de abril de 1993 | 301    |
| Roger pede a Doug para que cuidasse de Fedido, seu gato de estimação. O felino não consegue ser bem-cuidado pelo garoto, que chega a dar pizza e sorvete. Ao descobrir que o gato havia sumido, Doug o procura, e descobre que o bicho estava escondido nas coisas de Judy. Preocupado, Doug liga para Roger e conta o que aconteceu. Ele, juntamente com Skeeter, leva Fedido ao hospital, e ouve dos médicos que se tivesse levado no dia seguinte, seria tarde. Doug acredita que os médicos não conseguiriam salvar o gato, e Roger, desesperado, diz a Doug onde Fedido estava. Doug explica tudo a Roger e antes que terminar a explicação, a mãe de Roger disse que o gato de seu filho tinha dado à luz. Doug se espanta ao saber que Fedido era uma fêmea, e pergunta a Roger porque ele não havia explicado antes. / A corrida de carrinhos de mão foi sabotada, e ninguém toma parte na competição. Doug e Patti se unem para descobrir o que aconteceu e tentam resolver tudo. | |                     |        |
| 28 | "A Servidão de Doug / Doug Derruba a Casa (Doug is Slave for a Day / Doug Rocks The House)"                            | 18 de abril de 1993 | 302    |
| Judy flagra Doug quebrando um objeto da mãe deles. Para ela não contar nada, Doug concorda em ser escravo de Judy por uma semana. Ele sofre muito até perceber que o único modo de se livrar é contando a verdade. / Doug derruba uma casa inteira em uma competição de jogar pedras com Roger. | |                     |        |
| 29 | "Os Superamigos / O Concurso de Bichos de Estimação (Doug's Comic Collaboration / Doug's Pet Capades)"                 | 25 de abril de 1993 | 303    |
| Doug e Skeeter decidem criar uma história em quadrinhos própria, tendo Homem-Codorna e Mosquito Prateado como protagonistas. Juntos, eles tentam vencer o malvado Homem do Tempo Maluco. Por divergências sobre quem seria o herói principal, eles chegam a ficar brigados. / Costelinha quer participar do concurso de animais de estimação de Bluffington, e Doug mostra-se indiferente até que Roger e Fedida, sua gata de estimação, o desafiam. | |                     |        |
| 30 | "O que é que eu vou Ser? / O Grande Brigão (Doug's Career Anxiety / Doug's Big Brawl)"                                 | 2 de maio de 1993   | 304    |
| Doug é escolhido para ser executivo responsável por um projeto da classe. Ele não consegue controlar o stress quando descobre que houve um erro no computador do Sr. Shelap, o orientador da escola. / Irritado por levar um soco de Larry dentro do ônibus, Doug revida e faz o aluno do clube de Audio Visual desmaiar. Os outros alunos da classe pensam que uma nova briga entre os dois iria ocorrer, porém Doug e Larry voltam a se entender normalmente. | |                     |        |
| 31 | "A Imensa Espinha / Doug e a Pipa (Doug's Huge Zit / Doug Flies A Kite)"                                               | 9 de maio de 1993   | 305    |
| Convidado para ir à festa à fantasia de Beebe, Doug descobre que tem uma espinha em seu nariz, impedindo que ele saísse de casa. Ele só participou do baile usando uma máscara, para que Patti não descobrisse. / Phillip convence Doug de que tem uma boa ideia para construir uma pipa ideal para o festival aéreo de Bluffscout. O garoto acha a ideia "muito simples" e a muda acreditando que teria um desempenho melhor, mas os resultados de Doug surpreenderam. | |                     |        |
| 32 | "Doug e as Crianças Estranhas / Judy no Volante, perigo Constante (Doug and the Weird Kids / Doug's Behind The Wheel)" | 16 de maio de 1993  | 306    |
| A Sra. Wingo pede aos alunos para que se conhecessem mais em uma tarefa proposta por ela. Doug vai até a casa dos estranhos gêmeos Al e Moo Sleech, que ele nunca havia conhecido antes. Para entrar na casa deles, o garoto tem que usar a parte dos fundos. / Judy obtém sua carteira de motorista, e Doug diz a Patti que eles iriam a um novo parque de diversões. A garota não consegue passar no teste, mas Doug tenta ajudá-la, apenas para acompanhar a inauguração do parque. | |                     |        |
| 33 | "A Nova Professora de Doug / Doug na Primeira Base (Doug's New Teacher / Doug On First)"                               | 23 de maio de 1993  | 307    |
| A Sra. Wingo não veio trabalhar, e uma nova professora, a Sra. Newberry, ocupa seu lugar. Inicialmente, ela classifica Doug como "encrenqueiro" e Roger como "o cara legal" da classe. Doug se esforça para convencer a nova professora a repensar suas ideias. / Doug e seus amigos integram o time de beisebol dos "Pulverizadores", juntamente com Patti. Todos os pais, incluindo Phil Funnie (pai de Doug), acham que seria injusto apenas que Patti permanecesse arremessando as bolas e pedem para que os filhos o fizessem, que acreditam não ser uma boa ideia. | |                     |        |
| 34 | "O Desenho de Doug / Filme de Monstro (Doug's Cartoon / Doug's Monster Movie)"                                         | 30 de maio de 1993  | 308    |
| O Sr. Bone, inconformado com um desenho feito por Doug sobre a comida mais rejeitada no almoço, decide fechar o jornal da escola. Os alunos, então, decidem unir-se para liberar novamente a publicação. / Doug e Skeeter tem problemas para criar um monstro para um filme caseiro de terror que eles tentam fazer. O Prefeito White decide criar um, por decisão própria. | |                     |        |
| 35 | "O Colecionador de Gibi / Doug e a Pequena Mentirosa (Doug's Hot Property / Doug & The Little Liar)"                   | 6 de junho de 1993  | 309    |
| A primeira edição da revista em quadrinhos "Man-O-Steel Man" é oferecida para Doug, já que era o único exemplar que faltava na coleção do garoto. / Loretta Laqueen, uma garota de origem iakistonesa, chega a Bluffington e chama a atenção de Skeeter, embora Doug estivesse pensando que ela seria uma mentirosa. Skeeter cai na lábia de Loretta e Doug, auxiliado por Fentruck, decide contar tudo. | |                     |        |
| 36 | "Doug Sociedade Anônima / O Pesadelo da Rua Jumbo (Doug Inc. / Doug's Nightmare on Jumbo St.)"                         | 13 de junho de 1993 | 310    |
| Para conseguir o dinheiro que falta para comprar um skate, Doug cria uma empresa de corte de grama. Skeeter e os irmãos Sleech juntam-se ao negócio, mas acham que Doug está agindo injustamente. / Os alunos falam do filme The Abnormal, mas Doug não conseguiu assistir o final. Tachando-se de medroso, o garoto decide assistir The Abnormal e descobre que o filme não era de terror. | |                     |        |
| 37 | "Terapia de Choque / Doug é o Garoto do Hambúrguer (Doug's Shock Therapy / Doug Is Hamburger Boy)"                     | 20 de junho de 1993 | 311    |
| Doug se oferece voluntariamente para mandar cartas ao Sr. Bone, que está internado. O vice-diretor pensa que estaria recebendo um "skate premiado", que o faz ter memórias de sua infância. / O Sr. Bone pede a Doug para se vestir de "Big Honkerburger" e conversar com as crianças durante uma semana, além de ir ao piquenique com Patti sem contar a ninguém que estava disfarçado. | |                     |        |
| 38 | "Doug e o Quintal do juízo Final / Doug e sua banda de Garagem (Doug and the Yard of Doom / Doug's Garage Band)"       | 27 de junho de 1993 | 312    |
| Doug e Skeeter estão brincando com o novo roncador estrambólico (frisbee) de Patti e acabam arremessando-o acidentalmente em um quintal murado. Doug tenta ir lá pegá-lo, mas encontra uma cadela de guarda enorme chamada Lady. / Doug e Skeeter decidem montar uma banda. Beebe consegue marcar o primeiro show para a banda, mas eles tem que deixá-la entrar. Agora, toda vez que Doug decide adicionar algo no show, ele tem que deixar novos membros entrar na banda, e parece que a maioria quer tocar bateria. | |                     |        |
| 39 | "A Grande Guerra Beet / O Show de Mágica (Doug's Great Beet War / Doug's Magic Act)"                                   | 4 de julho de 1993  | 313    |
| Quando o carro alegórico da escola de Bluffington desaparece, Doug é acusado de ter ajudado os alunos da Moody School a roubá-lo. Ele e Costelinha decidem entrar secretamente na Moody para olhar o veículo. / Doug tenta impressonar Patti com truques de mágica, mas o plano não dá certo e eles terminam algemados. Patti se irrita após perder as atividades que pretendia fazer, e após várias tentativas para conseguir a chave, percebem que o dono da loja de mágica poderia ter uma solução antes que o estabelecimento feche. | |                     |        |

#### Quarta Temporada: 1993-1994
| № | Episódio                                                                                                  | Exibição original      | Código |
| --- | --- | ---------------------- | ------ |
| 40 | "O Problema de Matemática / A Grande Façanha (Doug's Math Problem / Doug's Big Feat)"                     | 10 de abril de 1994    | 401    |
| Doug recebe uma carta da escola e se desespera ao perceber que era para seus pais. Ao descobrir que suas notas em matemática eram baixas, ele assume que era "um fracasso". O garoto faz de tudo para descobrir o que estava escrito e não deixar os pais verem. / É o dia do jogo entre Bluffington e Bloatsburg, e Doug é atrapalhado pelo treinador Spitz, que não deixa o garoto jogar. Ele, que disputaria outra partida, fica espantado ao descobrir que Percy, sobrinho do Sr. Bone, estava jogando no time rival. | |                        |        |
| 41 | "Acusação Injusta / Doug e Patti Embaixo de uma Árvore (Doug's Bum Rap / Doug & Patti Sittin' in a Tree)" | 17 de abril de 1994    | 402    |
| Chalky e Doug têm exatamente as mesmas respostas em uma prova de inglês e a suspeita do Sr. Bone e da Sra. Wingo é que Doug colou, pois Chalky é "perfeito". Doug começou a procurar Chalky e percebe que ele está o evitando. No final quem cola é Chalky, pois ele tem tantos cursos, prêmios e troféus que não teve tempo de estudar e faz uma prova extra. / Doug consegue o que sempre quis um convite de Patti, para o cinema. O resto da escola pensa que é namoro, os dois também. Mas o episódio termina com eles quase se beijando e Patti indo para casa.                                                                                           | |                        |        |
| 42 | "De Porta em Porta / Na Balança (Doug Door to Door / Doug Tips The Scale)"                                | 24 de abril de 1994    | 403    |
| A equipe de escoteiros decide arrecadar dinheiro para comprar canoas novas, vendendo barras de chocolate de porta em porta. Esnobado pelos clientes, Roger pede ajuda a Doug, que não aceita. Quando o garoto vende uma barra ao Sr. Swirly, descobre um problema: o gosto não era bom. / Hospedado na casa de sua avó, Doug engorda alguns quilos e é convidado para a festa na piscina de Patti. Envergonhado, ele decide perder peso ao assistir os vídeos de Ronald Weisenheimer, mas não é o único que está inseguro com a forma física. | |                        |        |
| 43 | "Casa do Terror (Doug's Halloween Adventure)"                                                             | 14 de outubro de 1993  | 404    |
| Episódio especial em que Doug aparece caracterizado como o aventureiro Race Canyon. Ao descobrir que um parque de diversões (Blood Stone Manor) seria aberto no Halloween, Skeeter decide olhar o local juntamente com Doug. Quando o parque fecha as portas, Roger convence Skeeter e Doug a irem junto com ele, que durante o passeio assusta a dupla. | |                        |        |
| 44 | "Doug na Moda / Correio Mania (Doug En Vogue / Doug's Mail Order Mania)"                                  | 1 de maio de 1994      | 405    |
| Doug sonha em usar roupas novas, mas seus amigos o acusam de se vestir igual Dylan Farnum, do programa "Teen Heart Street". Cansado de ouvir que estava copiando o visual de outra pessoa, decide usar seu próprio estilo. / ? | |                        |        |
| 45 | "O Presente de Aniversário / O Fã-Clube de Doug (Doug's Birthday Present / Doug's Fan Club)"              | 8 de maio de 1994      | 406    |
| Doug se impressiona com os presentes que Beebe ganhou. Phil, o pai do garoto, sente-se pressionado em conseguir dinheiro para comprar um presente melhor para seu filho, e decide vender seu estúdio fotográfico. Inicialmente, Doug fica animado, mas quando percebe os efeitos em seu pai e na família, descobre que o dinheiro não compraria a felicidade. / ... | |                        |        |
| 46 | "A Eleição / Doug Derrota Patti (Doug Runs / Doug Clobbers Patti)"                                        | 15 de maio de 1994     | 407    |
| Doug é nomeado o novo tesoureiro da classe, mas ao encontrar Willy White, filho do prefeito de Bluffington, fazendo campanha, entra na disputa sabendo que praticamente não teria chance. Na eleição para a prefeitura, Tippy Dink vence o Sr. White. / Doug vence Patti num jogo de boliche, e Skeeter fala do assunto a todos. Apesar de ganhar popularidade, Doug sente-se chateado por derrotar sua amada, que segue perdendo outros jogos. | |                        |        |
| 47 | "Caça ao Tesouro / O Amigo Crânio (Doug's Treasure Hunt / Doug's Brainy Buddy)"                           | 22 de maio de 1994     | 408    |
| 48 | "A Roubada / A Babá de Doug (Doug Ripped Off! / Doug's Babysitter)"                                       | 29 de maio de 1994     | 409    |
| 49 | "História de Natal (Doug's Christmas Story)"                                                              | 16 de dezembro de 1994 | 410    |
| Episódio especial. Beebe acusa Costelinha, o cachorrinho de estimação de Doug, de atacá-la, e o garoto faz de tudo para salvar a pele de seu companheiro. Ele e Judy compram um chapéu, mas o ex-prefeito White e Bill Bluff armam um plano para que Costelinha não incomodasse ninguém. Em julgamento, o cachorrinho é "condenado" a passar um período num canil. Abalado, Doug é impedido de visitar Costelinha, não se contém e começa a chorar. O garoto convence o tribunal a liberar Costelinha a voltar à cena do "crime" para mostrar o que havia acontecido de verdade. Beebe cai no gelo, e o cachorrinho resgata a garota, deixando Doug orgulhoso. | |                        |        |
| 50 | "Doug e a Fortuna / A Representação (Doug's in the Money / Doug's Sister Act)"                            | 5 de junho de 1994     | 411    |
| Doug acha na rua US$ 14,447 e pesquisa a dona dele até achar. / Judy arranja um novo namorado e ela pensa que a sua família é sem-graça. Theda vira uma palestrante, Phil, um pirata e Doug, um mordomo. Chateado, o garoto pula na lasanha e estraga tudo. Mas no final tudo se acerta. | |                        |        |
| 51 | "Doug dá uma Festa / Doug no Oeste (Doug Throws a Party / Doug Way Out West)"                             | 12 de junho de 1994    | 412    |
| 52 | "A Formatura / A Viagem (Doug Graduates / Doug's Bad Trip)"                                               | 19 de junho de 1994    | 413    |
| Doug e os demais alunos estão na parte final do sexto ano e se formam. Sentindo-se um pouco triste por deixar a escola de Bluffington, procura o diretor Buttsavitch para falar com ele. Ao descobrir que Roger também está relutante em sair, Doug convence seu rival e a si próprio que estudar em uma nova escola não era má ideia para ambos. / Os Funnies decidem viajar o país em direção ao Grand Canyon, e Phil tenta seguir o roteiro, porém Doug e Judy pedem que ele pare em várias armadilhas para turistas no caminho. Eles finalmente chegam ao destino e descobrem que tudo aquilo valia a pena.                                                | |                        |        |

## Doug (Disney 1996 - 1999)
| Temporada | Temporada | Episódios | Exibição original   | Exibição original |
| Temporada | Temporada | Episódios | Início da Temporada | Fim da temporada  |
| --------- | --------- | --------- | ------------------- | ----------------- |
|           | 1         | 25        | 1996                | 1997              |
|           | 2         | 08        | 1997                | 1998              |
|           | 3         | 31        | 1998                | 1999              |

#### Primeira Temporada: 1996-1997
1*Doug's Last Birthday
2*Doug's New School
3*Doug Grows Up
4*Doug's Hoop Nightmare
5*Doug's Patti Beef
6*Doug: A Limited Corporation
7*Doug's in Debt
8*Doug's Bloody Buddy
9*Doug's Big Comeback
10*Doug Directs
11*Doug's Brain Drain
12*Doug's Movie Madness
13*Doug: The Big Switch
14*Doug Gets His Wish
15*Doug's Secret Christmas
16*Doug's Hot Dog
17*Doug's Great Opportoonity
18*Doug Gets a Roommate
19*Doug Gets Booked
20*Doug's Minor Catastrophe
21*Doug's Big Panic
22*Doug: Oh, Baby
23*Doug's Disappearing Dog
24*Doug's Mural Mania
25*Doug On The Road

#### Segunda Temporada: 1997-1998
1*Doug's Secret of Success
2*Doug's Friend's Friend
3*Doug's Chubby Buddy
4*Doug: Quailman VI: The Dark Quail Saga
5*Judy, Judy, Judy
6*Doug's Dougapalooza
7*Doug's Thanksgiving
8*Doug Gets It All|

#### Terceira Temporada: 1998-1999
1*Doug's Midnight Kiss
2*Doug's Older Woman
3*Doug Gets Right Back On!
4*Quailman VII: Quaildad
5*Doug's In The Middle
6*Doug: Night Of The Living Dougs
7*Doug's Dream House
8*Quailman Takes the Blame
9*Doug and the Bluffington
10*Quailman VS Supersport
11*Doug's Concert Crisis
12*Quailman VS the Annoying S.T.U.A.R.T.
13*Quailman VS the Whackhammer
14*Judy's Big Admission
15*Quailman VS the Quizzler
16*Doug's Sour Songbird
17*Doug's Best Buddy
18*Quailman and the Quintuple Quandary
19*Quailman's Bad Hair Day
20*Doug: Beebe Goes Broke
21*Quailman and the L.U.B.
22*Patti's Dad Dilemma
23*Quailman: The Un-Quail Saga
24*Doug Cuts School
25*Quailman VS the Triad of Terror
26*Doug Plays Cupid
27*Doug: I, Rubbersuit
28*Doug's Adventures On-Line
29*Quailman VS the Little Rubber Army
30*Doug's Grand Band Plan
31*Doug's Marriage Madness